# 42479 Толік
42479 Толік (42479 Tolik) — астероїд головного поясу, відкритий 28 вересня 1981 року.
Тіссеранів параметр щодо Юпітера — 3,361.